# Segnale di energia
Nell'ambito della teoria dei segnali, dato un segnale {\displaystyle x(t)\in \mathbb {C} ^{1}} a tempo continuo, se ne definisce l'energia {\displaystyle {\mathcal {E}}_{x}} come la quantità:
{\displaystyle {\mathcal {E}}_{x}\triangleq \lim _{T\to \infty }\int _{-T}^{+T}|x(t)|^{2}dt} 
Analogamente, se il segnale è a tempo discreto {\displaystyle x[n]\in \mathbb {C} } si definisce l'energia come:
{\displaystyle {\mathcal {E}}_{x}\triangleq \sum _{n=-\infty }^{+\infty }|x[n]|^{2}}
Non è detto che l'integrale per il caso continuo o la somma per il caso discreto convergano. Nel caso in cui l'energia converge ad un valore finito, ossia quando accade che:
{\displaystyle 0<{\mathcal {E}}_{x}<+\infty }
allora si parla di segnale di energia o di segnale ad energia finita.
Ad esempio, prendendo il segnale a tempo continuo e a valori reali:
{\displaystyle x(t)={\begin{cases}e^{-\alpha t}&{\text{se }}t\geq 0\\0&{\text{se }}t=0\end{cases}}}
l'energia di questo segnale è pari a:
{\displaystyle {\mathcal {E}}_{x}=\lim _{T\to \infty }\int _{0}^{T}e^{-\alpha t}dt={\frac {1}{2\alpha }}}
Dal momento che l'integrale dell'energia converge, il segnale {\displaystyle x(t)} è un segnale di energia.

## Relazione tra Energia di un segnale ed Energia in Fisica
L'energia di un segnale è una quantità adimensionale e non rappresenta una quantità fisica. Piuttosto è una caratterizzazione sintetica del segnale in esame.
Tuttavia esiste una relazione di proporzionalità tra l'energia di un segnale e l'energia fisica che può essere espressa in base alla seguente relazione:
{\displaystyle E={\frac {{\mathcal {E}}_{x}}{Z}}}
Dove {\displaystyle E} rappresenta l'energia fisica misurata in Joule, mentre {\displaystyle Z} rappresenta una costante di proporzionalità che dipende dalle unità di misura scelte e dalla natura fisica del segnale.
Ad esempio se x(t) rappresenta una tensione o una corrente, il valore {\displaystyle {\mathcal {E}}_{x}} assume il significato fisico dell'energia totale, misurata in J, dissipata da un resistore di 1 Ω qualora ai suoi capi sia applicata la tensione x(t) V, o qualora sia attraversato dalla corrente x(t) A.

## Energia Mutua
Presi due segnali di energia, {\displaystyle x(t)} e {\displaystyle y(t)}, si può calcolare l'energia della somma dei due segnali come:
{\displaystyle {\mathcal {E}}_{x+y}=\lim _{T\to \infty }\int _{-T}^{T}|x(t)+y(t)|^{2}dt}
Questa quantità converge se entrambe i segnali sono di energia ed è pari a:
{\displaystyle {\mathcal {E}}_{x+y}={\mathcal {E}}_{x}+{\mathcal {E}}_{y}+2\Re \{{\mathcal {E}}_{xy}\}}
ossia è pari alla somma delle energie dei singoli segnali più un terzo contributo che prende il nome di energia mutua e rappresenta la relazione energetica che sussiste tra i due segnali. L'energia mutua è così definita:
{\displaystyle {\mathcal {E}}_{xy}\triangleq \lim _{T\to \infty }\int _{-T}^{T}x(t)y^{*}(t)dt}
L'energia mutua può anche essere vista come il prodotto scalare tra due segnali se consideriamo i segnali di energia come vettori di uno spazio vettoriale. Pertanto, se l'energia mutua è pari a zero si dice che i due segnali sono ortogonali.